# M-ak
M-ak (en castellano: «las emes» o «las hembras») fue un grupo de rock español procedente del País Vasco. Nacieron a principios de los 80 y se disolvieron en 1991. En plena época del Rock Radical Vasco pasaron muy inadvertidos, aunque durante los 90 fueron muy reivindicados por los nuevos grupos vascos y en la actualidad sea una banda de culto del rock vasco. Su momento de máxima popularidad fue cuando acompañaron a Kortatu (a los que Kaki se acababa de unir como segundo guitarrista) en la última gira de estos.
Xabier Montoia abandonó Hertzainak (de los que fue miembro fundador) y conoció a Kaki Arkarazo, al que se unió para formar M-ak. A estos se unieron, en una primera etapa los hermanos Sainz de Murieta (Pepo y Alberto) y posteriormente  Fernan Leiza y Mikel Irazoki, con los que publicaron cinco álbumes.

## Miembros
- Xabier Montoia: voz.
- Kaki Arkarazo: guitarra
- Pepo Sainz de Murieta: bajo.
- Alberto Sainz de Murieta: batería.
- Fernan Leiza: batería.
- Mikel Irazoki: bajo.

## Discografía

### Álbumes
- M-ak (IZ, 1983)
- Emeak, eta Arrak (Nuevos Medios, 1986)
- Zuloa (IZ, 1987)
- Barkatu Ama (IZ, 1989)
- Gor (Zarata, 1990)

### Sencillos
- «Asko sufritu nuen» / «Dallas» (1989)
- «Ikusi makusi» / «Sophisticated bitch» (Zarata, 1990).

### Participaciones en recopilatorios
- «Zaude lasai» en Txerokee, Mikel Laboaren Kantak (Elkar/IZ, 1990). Disco homenaje a Mikel Laboa, junto a grupos como Su Ta Gar, Negu Gorriak o BAP!!.